# Nineta flava
Nineta flava là một loài côn trùng trong họ Chrysopidae thuộc bộ Neuroptera. Loài này được Scopoli miêu tả năm 1763.

## Hình ảnh

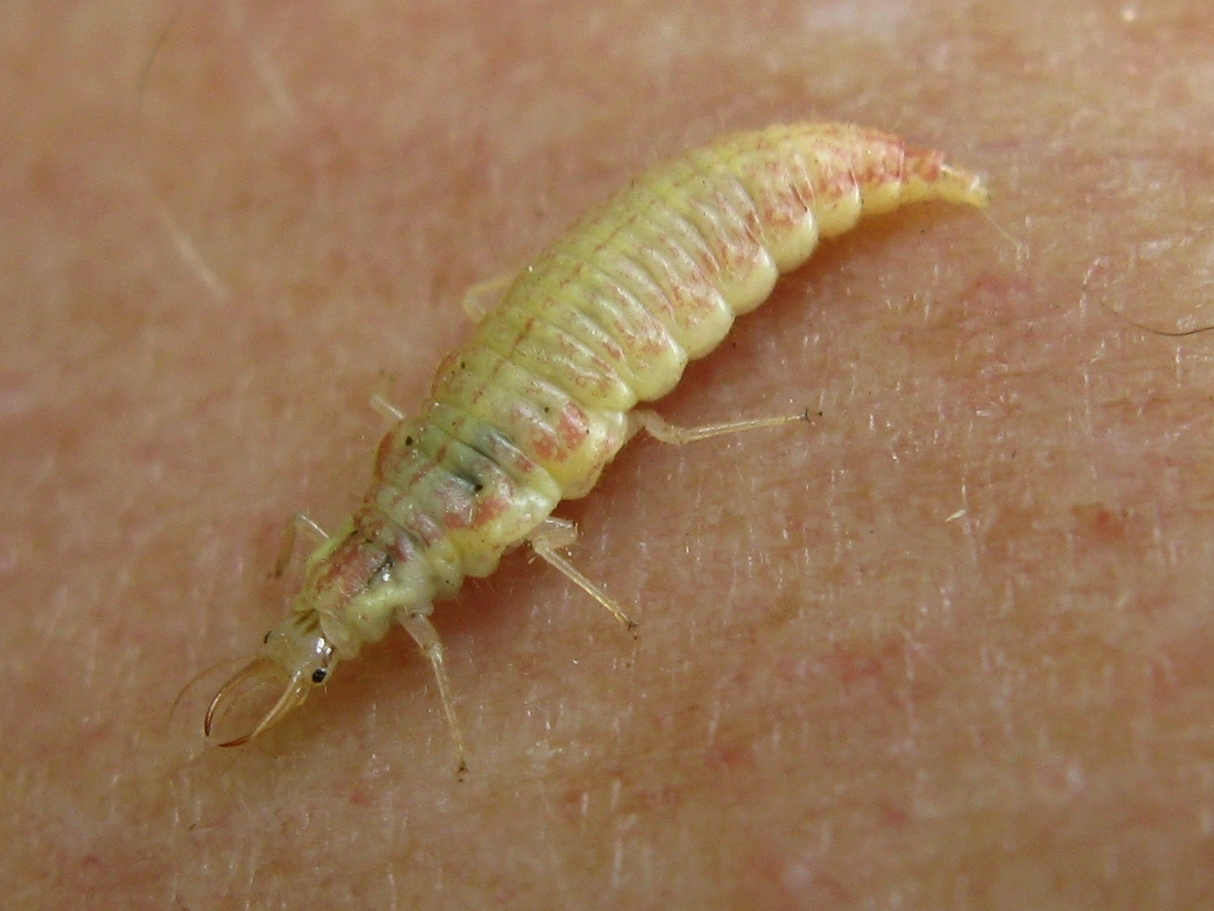
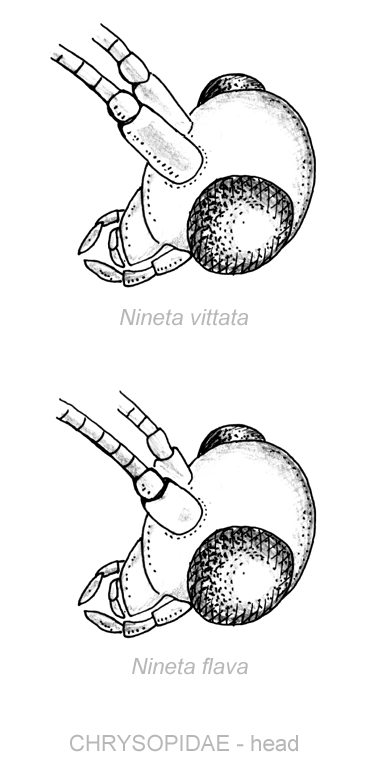